# 二世古酒造
有限会社二世古酒造（にせこしゅぞう）は、北海道虻田郡倶知安町の清酒製造・販売を行う酒蔵。
1916年（大正5年）創業。他社が倶知安町で創業した酒蔵がルーツである。1972年（昭和47年）に現経営者の一族が引き継ぎ、会社名を現在の名前に改めた。
今では珍しくなった北海道産の米を使った酒造りが特徴で、玄米全体量の6割まで地元産酒造好適米を用いている。

## 主な商品
- 「二世古」純米原酒
- 「倶知安」吟醸酒
- 「今金」特別純米酒
- 「二世古」本醸造酒
- 「名水京極」本醸造酒